# Test (méthode)
Pour les articles homonymes, voir Test.
 (août 2008).
Si vous disposez d'ouvrages ou d'articles de référence ou si vous connaissez des sites web de qualité traitant du thème abordé ici, merci de compléter l'article en donnant les références utiles à sa vérifiabilité et en les liant à la section « Notes et références ».
Un test est une méthode de travail dans de nombreux domaines, tant en sciences exactes qu'en sciences humaines.
Il consiste en un essai d'actions ou d'interaction pour apprendre à connaitre un milieu, un objet, un système, une personne en mesurant ses réactions. Le résultat d'un test peut être positif ou négatif, parfois à tort : on parle alors de faux positif ou de faux négatif.

## Test sur des personnes

### Pédagogie
Un test est une épreuve permettant d'évaluer les aptitudes ou compétences d'une personne. En ce sens, il est synonyme d'examen. Lorsque l'épreuve met en concurrence les candidats, on parle de concours.

### Psychologie
En psychologie, la pratique se fonde régulièrement sur des tests, qui sont des examens psychologiques standardisés.
La psychologie a recours à de nombreux tests qui font l'objet d'une classification des tests poussée.

### Physiologie
En médecine humaine et en médecine vétérinaire, le test permet de poser ou confirmer un diagnostic lors d'un examen médical ; par exemple, le test de séro-agglutination (agglutination avec des sérums).
En sport, il existe plusieurs tests physiques qui permettent d'évaluer les capacités d'un être humain, en particulier les tests de Cooper, de Léger et de Luc-Léger.

## Test sur des objets et des systèmes

### Statistiques
En statistiques, le test d'hypothèse teste l'adéquation d'une hypothèse à des données. Il consiste à vérifier si une hypothèse statistique est ou n’est pas plausible dans le cadre d'une distribution supposée, et en fonction d’un jeu de données (échantillon) et pour un niveau de probabilité choisi (on vérifie quelle est la probabilité que la distribution produise l'échantillon, et si cette probabilité est inférieure à la limite choisie, l'hypothèse est rejetée. On peut également évaluer la puissance du test qui est un indicateur de la probabilité que l'hypothèse soit vraie.

### Informatiques
En informatique, le test est une procédure de vérification lors de la programmation d’un logiciel, lors de la validation par le client ayant ordonné cette programmation, et permettant la validation de ce qui a été produit. Les tests forment une phase d'un projet où l'on vérifie que les spécifications attendues sont satisfaites. Voir aussi Test (jeu vidéo), pratique consistant à évaluer les fonctionnalités d'un jeu vidéo.

### Autres
En mécanique, en électrotechnique, en électronique, en optique les tests permettent de trouver une panne et, ou, de valider ou invalider le bon fonctionnement d'un appareil ou d'une machine[pertinence contestée].